# Notobathynella hineoneae
Notobathynella hineoneae är en kräftdjursart som beskrevs av Horst Kurt Schminke 1973. Notobathynella hineoneae ingår i släktet Notobathynella och familjen Parabathynellidae. Inga underarter finns listade i Catalogue of Life.